# Labuan Bajo (West-Nusa Tenggara)
Labuan Bajo is een plaats in het bestuurlijke gebied Sumbawa in de provincie West-Nusa Tenggara, Indonesië. Het dorp telt 1824 inwoners (volkstelling 2010).